# Chiesa di San Giovanni Battista (Avila)
La chiesa di San Giovanni Battista è un tempio cattolico ubicato nella città spagnola di Avila, nella comunità autonoma di Castiglia e León.

## Descrizione

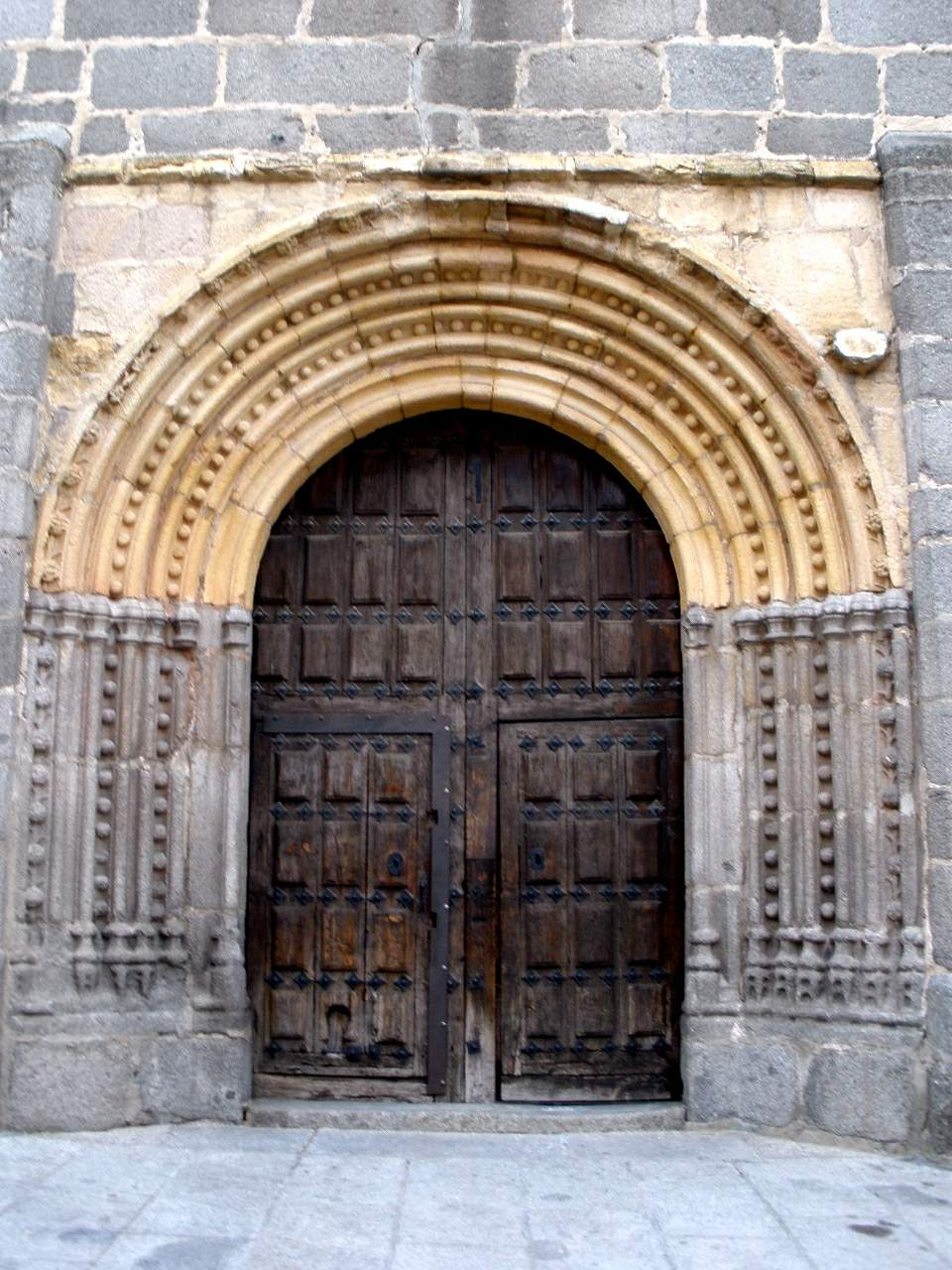
Portale

L'edificio si trova sulla plaza del Mercado Chico, nella zona storica della città interna, capitale della provincia omonima.
È stata dichiarata monumento storico-artistico, di carattere nazionale, il 13 aprile 1983, mediante un decreto pubblicato l'11 giugno 1983 nel Boletín Oficial del Estado, con decreto di re Juan Carlos I e dell'allora ministro della Cultura Javier Solana.
L''edificio, che nell'attualità ha lo status di Bien de Interés Cultural, è stato protetto nel 1991.
Venne costruita agli inizi del XVI secolo nel luogo in cui prima esisteva un tempio romano. In essa venne battezzata santa Teresa d'Avila nel fonte battesimale ancora presente nella chiesa. 

### Esterno
L'esterno è insignificante e mal ridotto, costruito in stile gotico. La facciata principale è in granito locale e sulla destra si trova la torre campanaria in stile barocco, costruita nel XVII secolo. 

### Interno
L'interno è a singola navata con cappelle laterali e un presbisterio rialzato. Più volte rimaneggiato nei secoli, presenta elementi, gotici, neoclassici e rococò. La pala dell'altare maggiore raffigura San Giovanni Battista al quale la chiesa è dedicata.